# باتل رويال

يجتمع 50 شخصًا بلعبة فري فاير في جزيرة ويتقاتلون مع بعضهم باستخدام الأسلحة ليفوز الشخص الأخير الذي لم يمت

باتل رويال (بالإنجليزية: Battle royal)‏ أو رويال باختصار، هو نوع من أنواع ألعاب الفيديو تندرج أحداثه حول مجموعة من الأشخاص يتعاركون فيما بينهم ليفوز من بقي حيا طوال اللعبة (بالنسبة للوضع الفردي)، وقد تنقسم إلى ثنائيات أو فرق وهذه الفرق تتعارك فيما بينها ليفوز الفريق الذي بقي حيا حتى لو مات أحد أعضائه، ويشتهر هذا المصطلح كثيرا في بعض الألعاب مثل ببجي، فورتنايت، كول أوف ديوتي وفري فاير.